# Šalica
Šalica je mali otvoreni spremnik za piće. Ona može biti izrađena od drva, plastike, stakla, gline, metala, kamena, porculana ili drugih materijala, te može imati po sebi razne ukrase, poput natpisa i slično. Šalice se koriste za piće u širokom rasponu kultura i društvenih slojeva, te se različitri dizajni šalica mogu koristiti u raznim situacijama, ili za razna pića.
Šalice se koriste tisućama godina, za konzumiranje hrane i pića, a mogu služiti i kao ukras. Također se mogu koristiti u određenim kulturnim obredima, te mogu poslužiti za držanje predmeta koji nisu namijenjeni za piće, poput novca. 

## Vrste šalica
Imena za različite vrste šalica regionalno se razlikuju. Prozirne šalice, bez obzira na njihov sastav, nazivaju se čaše, dok se šalica izrađena od papira naziva papirnata šalica. 

## Šalice za tople napitke
U teoriji većina šalica je pogodna za držanje tekućine, toplih napitaka poput čaja, obično se poslužuju u porculanskim šalicama. Šalice za tople napitke dijele se na: 
• šalice za aparate
• vrčeve
• porculanske šalice
• šalice za čaj

## Jednokratne šalice
Jednokratne šalice namijenjene su za jednokartnu uporabu. Često se koriste u fast-food restoranima, gdje se osim hrane poslužuju i pića. Institucije koje pružaju pitke vode, kao što su uredi i bolnice, također mogu koristiti jednokratne šalice iz sanitarnih razloga. Vrste jednokartnih šalica:
- papirnata čaša
- plastična čaša
- staklena čaša

## Šalice zaalkoholna pića
Pojedine se šalice koriste prvenstveno za alkoholna pića poput piva, vina, koktela i ostalih pića. Postoji više od desetak različitih dizajna šalica iz kojih se pije pivo, ovisno o različitim vrstama piva. Ideja da se određeno pivo mora posluživati u čaše posebnog oblika više služi za marketinške svrhe. Čaše za vino također dolaze u različitim oblicima, ovisno o vrsti vina. Vrste šalica za alkoholna pića:
- čaša za pivo
- starinski dizajn staklene čaše
- čaša za kratka žestoka pića
- veliki vrč
- čaša za vino

## Porculanska šalica
Porculanska šalica je vrsta šalice koja se koristi za tople napitke, poput čaja, kave, vruće čokolade ili juhe. Ova vrsta šalica obično ima ručke, te u nju stane veća količina tekućine u odnosu na druge čaše, obično 350 ml.  Porculanska šalica nije formalni oblik šalice i obično se u njoj ne poslužuju pića u restoranima i drugim mjestima na kojima su prikladnije šalice za kavu. 
Drvene šalice su obično urezane u drvo. Danas se većina modernih šalica izrađuje od keramičkih materijala kao što je porculan, zemlja ili kamen.  Neke su izrađene od vatrostalnog stakla. Pojedine šalice su izrađene od drugih materijala poput plastike, čelika i emajliranog metala, što je poželjno za kampere i ljude koji putuju. Ove šalice na sebi imaju mali otvor iz kojeg se pije, kako bi se spriječilo izljevanje. Za ukrase na šalicama kao što su logotipi, razni printevi i slike mogu se koristiti naljepnice ili natpisi. 

## Povijest
Prva keramička šalica izrađena je u Zhengzhou u Kini, bila je oblikovana rukama, a kasnije se izrađivala u lončarskom kolu (između 6500. i 3000. godine prije nove ere) Bilo je relativno lako u šalicu ugraditi ručku, te na taj način izraditi šalicu kakvu danas poznajemo. Na primjer, glinena šalica iz 4000. – 5000. godine prije nove ere pronađena je u Grčkoj. Najveći nedostatak tih glinenih šalica bila je njihova debela izrada, što ih je činilo neprikladnima za piće. Šalice su proizvedene od bronce, srebra, zlata, počevši od otprilike 2000. godine i nisu baš bile prikladne za konzumiranje toplih napitaka.  Drvene šalice proizvedene su vjerojatno od najstarijih vremena, ali većina njih nije očuvana. Izum porculana u Kini donio je novu eru šalica s tankim zidovima pogodnima za hladne i vruće napitke, koje se koriste i danas. 

## Opći dizajn i funkcija
Velik broj šalica ima u sebi toplinsku izolaciju, kako bi se na taj način spriječilo brzo hlađenje ili zagrijavanje tekućine. Dno porculanske šalice često nije ravno nego konkavno i ima dodatni rub, kako bi se na taj način smanjio toplinski kontakt s površinom, na koju se stavlja šalica. Konačno, ručka na šalici smanjuje protok topline između tekućine i ruku. Zbog toplinske izolacije šalice su obično izrađene od materijala s niskom toplinskom vodljivosti, poput lončarije, porculana, keramike ili stakla. 

## Šalica za putovanja
Šalice namijenjene za putovanja (izrađene 1980. godine) imaju u sebi toplinsku izolaciju za transport vruće ili hladne tekućine. Slično vakum tikvici, šalice za putovanja su obično dobro izolirane i potpuno ograđene kako bi se spriječilo prosipanje, ali na sebi imaju izrađen otvor u poklopcu kroz koji se tekućina može konzumirati tijekom prijevoza, a da pri tome ne dođe do prolijevanja. 
Šalice koje su izrađene na način da imaju i unutarnje i vanjske zidove, nazivaju se dvoslojne šalice. Unutarnja stijenka najčešće se izrađuje od nehrđajućeg čelika, a vanjska stijenka može biti izrađena od nehrđajućeg čelika, plastike, ili od drugih materijala. Šalice koje su dizajnirane za korištenje tijekom vožnje, zovu se šalice za auto. Ove šalice imaju poklopac s otvorom za ispijanje i užu bazu, tako da se mogu uklopiti u nosače čaša koji su ugrađeni u mnogim vozilima.  

## Printevi na šalicama
Porculanske šalice često se korisrte kao objekt umjetnosti ili marketinga. Rezbarenje šalica se tradicionalno primjenjivalo u antičko doba. Šalice se mogu izraditi neobičnih oblika, međutim najpopularnija tehnika danas je print na šalicama, koja se obično izvodi na sljedeći način: keramički prah se miješa s odabranom bojom i plastifikatorima. Tada se tiska na želatinu obloženu papirom pomoću tradicionalne tehnike slikanja šalica, koja apsorbira smjesu i ima printeve željenog oblika. Ova tehnika daje tanku homogenu smjesu, koja se slika izravno s kistom, ako nije zahtijevana potpuna glatkoća površine šalice. Druga, složenija alternativa je papir s fotografskom emulzijom, PhotoPrint slikom, koji se potom moči u emulziju s ultraljubičastim svjetlom. Nakon sušenja, tiskani papir se na neko vrijeme može odložiti. Kada se papir nanosi na vrč, najprije se omekša u toploj vodi. To odvaja želatinu s ispisanom slikom, od papira. Ova naljepnica se zatim lijepi na šalicu.  Šalica se zatim zagrijava na oko 700-750 ° C, što omekšava gornju površinu glazure, kako bi se slika mogla utisnuti. 
Tiki šalice su obično keramičke posude za piće podrijetlom iz sredine 20. stoljeća iz tropskih restorana i barova. Pojam "Tiki šalice" je pojam koji se koristi za šalice koje su izrađene poput skulptura, te prikazuju slike iz Polinezije, Mikronezije i Melanezija, a modernije tiki šalice imaju tropski motiv slike, ili teme koje su vezane za eskapizam i kulturu. Često se prodaju kao suveniri. Pojedini Tiki šalice isklesane su rukom. 

## Ukrasne šalice
Popularan način za čuvanje keramičkih šalica je da se objese na drveni ili metalni stalak koji se postavlja na okruglu površinu i na sebi ima kukice kako bi se šalice mogle objesiti. Tu su i stalci dizajnirani za vješanje šalice. 

## Puzzle šalice
Puzzla šalica je šalica koja nije namijenjena konzumaciji pića. Jedan od primjera je šalica s više rupa unutar dizajna, što onemogućuje konzumaciju pića iz nje. Rupe se pokriju rukama, ali se ne pije kroz vrh šalice, već kroz rupu u šupnjini ručke. Ova šalica sastoji se od tri šalice povezanih zidovima i ručkama. Unutarnji zidovi ovih šalica dizajnirani su na takav način da se šalica isprazni u što kraćem roku, ili će početi cijediti. 

## Ostale vrste šalica
Pitagorina šalica sadrži mali sifon u obliku štapića koji je skriven u centru šalice.  Šalica drži tekućinu, ako je ispunjena ispod visine štapa, ali nakon što se napuni iznad te visine, kroz sifon s rupom na dnu šalice iscuri sva tekućina. 
Zviždaljka šalica je šalica za zabavu. Ima šuplju ručku koja se može dignut kroz šalicu kao zviždaljka. Kada je šalica prazna svira samo jednu melodiju, a ako je puna proizvodi više zvukova. 
Termička šalica mijenjaju izgled kada se un nju izlije vrući napitak.